# オーランド中央党
オーランド中央党（オーランドちゅうおうとう、スウェーデン語: Åländsk Center）は、オーランド諸島の政党。